# Flammarion (cratère lunaire)
Pour les articles homonymes, voir Flammarion.
Flammarion est un cratère d'impact lunaire situé au centre de la face visible de la Lune. Il se trouve sur le bord sud de Sinus Medii. Il se trouve au nord-ouest du cratère Hipparchus, à l'ouest du cratère Réaumur et au nord du cratère Ptolemaeus. Le contour du cratère Flammarion est grandement érodé et la partie nord est même détruite. Par contre la partie sud-est est en bon état. Une crevasse dénommée "Rima Flammarion", s'étend du nord-ouest au sud-ouest sur près de 80 kilomètres. L'intérieur du cratère est relativement plat, ayant été recouvert par de la lave.
En 1935, l'Union astronomique internationale lui a attribué le nom de Flammarion en l'honneur de l'astronome français Camille Flammarion.

## Cratères satellites
Par convention, les cratères satellites sont identifiés sur les cartes lunaires en plaçant la lettre sur le côté du point central du cratère qui est le plus proche de Flammarion.
| Flammarion | Latitude | Longitude | Diamètre |
| ---------- | -------- | --------- | -------- |
| A          | 1.9° S   | 2.5° W    | 4 km     |
| B          | 4.0° S   | 4.5° W    | 6 km     |
| C          | 2.0° S   | 3.7° W    | 5 km     |
| D          | 3.0° S   | 4.8° W    | 5 km     |
| T          | 2.9° S   | 2.1° W    | 34 km    |
| U          | 3.0° S   | 1.4° W    | 10 km    |
| W          | 2.1° S   | 2.4° W    | 7 km     |
| X          | 2.9° S   | 3.0° W    | 3 km     |
| Y          | 3.7° S   | 3.2° W    | 3 km     |
| Z          | 2.2° S   | 1.4° W    | 4 km     |